# Miloš Todorović
Miloš Todorović, né le 18 août 1995 à Niederkorn au Luxembourg, est un footballeur luxembourgeois qui joue au poste de défenseur central à l'AS La Jeunesse d'Esch.

## Biographie

### AS La Jeunesse d'Esch (depuis 2013)
Formé au sein du club depuis 1999, la carrière du joueur débute à l'AS La Jeunesse d'Esch en 2013.
Dès sa première saison, il dispute la finale de la Coupe du Luxembourg avec son club formateur et remporte le trophée face au FC Differdange 03 (victoire deux buts à un).
Après plus d'une saison avec l'AS La Jeunesse d'Esch, le joueur signe une prolongation de contrat pour trois années supplémentaires en 2014. Ce contrat est une nouvelle fois prolongé en 2019 pour deux ans.
En 2021, alors capitaine du club, il prolonge son contrat avec La Jeunesse.

## Palmarès
| AS La Jeunesse d'Esch (1) :                  |
| -------------------------------------------- |
| - Coupe du Luxembourg (1) - Vainqueur : 2013 |